# Liste der Kulturgüter im Verwaltungskreis Seeland
Die Liste der Kulturgüter im Verwaltungskreis Seeland enthält alle Objekte in den Gemeinden des Verwaltungskreises Seeland im Kanton Bern, die gemäss der Haager Konvention zum Schutz von Kulturgut bei bewaffneten Konflikten, dem Bundesgesetz vom 20. Juni 2014 über den Schutz der Kulturgüter bei bewaffneten Konflikten sowie der Verordnung vom 29. Oktober 2014 über den Schutz der Kulturgüter bei bewaffneten Konflikten unter Schutz stehen.

## Kulturgüterlisten der Gemeinden
- Aarberg
- Arch
- Bargen
- Brüttelen
- Büetigen
- Bühl
- Büren an der Aare
- Diessbach bei Büren
- Dotzigen
- Epsach
- Erlach
- Finsterhennen
- Gals
- Gampelen
- Grossaffoltern
- Hagneck
- Hermrigen
- Ins
- Jens
- Kallnach
- Kappelen
- Leuzigen
- Lüscherz
- Lyss
- Meienried
- Merzligen
- Müntschemier
- Oberwil bei Büren
- Radelfingen
- Rapperswil
- Rüti bei Büren
- Schüpfen
- Seedorf
- Siselen
- Studen
- Täuffelen
- Treiten
- Tschugg
- Vinelz
- Walperswil
- Wengi
- Worben